# Relokáció
Relokáció (más néven áttelepülési szolgáltatás vagy nemzetközi relokáció) alatt azokat a professzionális szolgáltatásokat értjük, amelyek segítik a magánszemélyeket vagy vállalati munkavállalókat az egyik országból a másikba történő költözés során való beilleszkedésben és adminisztratív feladatok intézésében. A relokáció célja, hogy az érintettek zökkenőmentesen kezdjék meg életüket egy új országban – legyen szó rövid vagy hosszú távú kiküldetésről, letelepedésről vagy munkahelyváltásról.
A relokációs támogatás fontos szerepet játszik abban, hogy a külföldi munkavállalók mennyire érzik magukat beilleszkedettnek az új környezetben. Az InterNations Expat Insider felmérése szerint az olyan országok, ahol elérhetők professzionális relokációs és integrációs szolgáltatások, általában magasabb elégedettségi pontszámot kapnak a külföldi munkavállalóktól.

## Szolgáltatási területek
A relokációs (áttelepülési) szolgáltatások típikusan az alábbi területeket foglalják magukban:
- lakáskeresés és bérleti ügyintézés
- iskolakeresés gyerekes családok számára
- vízum és tartózkodási engedély beszerzése, bevándorlási tanácsadás
- társadalombiztosítási és adózási tanácsadás
- kulturális és nyelvi orientáció
- költözés megszervezése (kapcsolódva a nemzetközi költöztetéshez)
- helyi hatóságoknál történő regisztráció támogatása
- családtámogatási tanácsadás (pl. orvosi ellátás, bankszámlanyitás, járműregisztráció)

## Célcsoportok
A relokációs szolgáltatásokat jellemzően a következő csoportok veszik igénybe:
- külföldi munkavállalók (expatriates) és családtagjaik
- multinacionális cégek alkalmazottai
- diplomaták és közhivatalnokok
- felsőoktatási intézmények nemzetközi hallgatói
- start-up vállalkozók és befektetők, akik új országban indítanak tevékenységet

## Szolgáltatók és iparági kapcsolódások
A relokációs szolgáltatásokat gyakran olyan cégek biztosítják, amelyek a nemzetközi költöztetéshez is kapcsolódnak. Sok esetben együttműködnek helyi ingatlanügynökökkel, ügyvédi irodákkal, oktatási intézményekkel és bevándorlási tanácsadókkal.
A nemzetközi relokáció területét olyan szakmai szervezetek fogják össze, mint például:
- EuRA (European Relocation Association)
- FIDI – a költöztetési szolgáltatók nemzetközi szövetsége, amely sok relokációs szolgáltatót is tagjai között tud
- One group – nemzetközi hálózat költöztetési és relokációs cégek együttműködésére

## A relokáció jelentősége
A globalizáció és a munkaerő mobilitásának növekedésével a relokáció egyre fontosabb tényezővé válik a vállalatok nemzetközi tevékenységében. Az áttelepülés során nyújtott támogatás hozzájárul a munkavállalók gyorsabb beilleszkedéséhez, a stressz csökkentéséhez és a munkaerő-megtartáshoz.